# Test Drive: Off-Road 3
Test Drive Off-Road 3 (укр. Тест-драйв: Бездоріжжя 3), у Європі відома як 4X4 World Trophy(укр. 4 на 4 Світовий трофей) — відеогра в жанрі аркадні автоперегони, видана компанією Infogrames для гральних платформ PlayStation, Microsoft Windows та Game Boy Color 31 жовтня 1999 року в Північній Америці та 19 квітня 2000 року в Європі. Третя гра серії Test Drive із циклу Off-Road.
Гру розроблювали й для Sega Dreamcast, проте цю версію було скасовано.

## Ігровий процес
Test Drive Off-Road 3 аркадна перегонна гра, виконана в тривимірній графіці. Як і дві попередні частини, гра зосереджується на перегонах бездоріжжям.
Гравцю представлені на вибір кілька десятків позашляховиків від відомих виробників, таких як Hummer, Dodge, Subaru та інших, а також траси, які розроблені на основі реальних місць світу. У грі є режим практики, де можна самому налаштувати перегони та режим світового туру, в якому потрібно купувати та модифікувати джипи для перегонових змагань. Крім цього доступний багатокористувацький режим для двох гравців. У спрощеній версії для Game Boy Color використовується двовимірна графіка зі видом зверху, а також є додатковий режим погоні, в якому потрібно грати за поліцію, та арештовувати перегонників.

## Розробка та вихід гри
Робота над Test Drive Off-Road 3 розпочалося у середині 1999 року. Розробники були поділені на дві команди: студія Accolade займалася версією для PlayStation і Windows, а Xantera — відповідала за версію на Game Boy Color, для якої вони паралельно розробляли Test Drive 6. У червні 1999 команда з Accolade повідомила, що Off-Road 3 буде значно кращою і реалістичнішою за попередників, завдяки просунутій графіці, управлінню та модифікацією джипів. Одночасно компанія Infogrames заявила, що розробники також займаються версією гри для консолі Dreamcast і порадують власників приставки новим досвідом перегонових ігор зі бездоріжжя.
У серпні на пресконференції у Каліфорнії представили Test Drive Off-Road 3 на ранній стадії розробки. Тоді стало відомо, що у грі будуть присутні 30 ліцензованих джипів, 11 трас, які розроблені на основі чинних місць, а також ліцензовані музичні композиції від відомих рок-груп, включаючи Blink-182. Не менше уваги розробники приділили модифікації транспортних засобів та різним режимам для одного та кількох гравців. У версії для Game Boy Color обіцяли 24 траси, 10 позашляховиків, систему збереження за допомогою батарейки картриджа, а також сумісність з оригінальним Game Boy. 8 грудня Infogrames представили демоверсію Test Drive Off-Road 3 на ПК, а саме на операційну систему Windows.
Гру випустили 31 жовтня 1999 року у Північній Америці та 19 квітня 2000 року у Європі. 24 квітня стало відомо, що версію для Dreamcast було скасовано. За словами розробників, це пов'язано з випуском інших перегонових ігор, а також тривалого процесу розробки: щоб довести гру на Dreamcast до належного рівня, потрібно було б витратити рік після виходу версії для PlayStation до осені 2000-го.

## Критика
| Агрегатор    | Оцінка | Оцінка  | Оцінка  |
| Агрегатор    | GBC    | PC      | PS      |
| ------------ | ------ | ------- | ------- |
| GameRankings | 50 %   | 56,17 % | 60,50 % |

| Видання                            | Оцінка | Оцінка | Оцінка  |
| Видання                            | GBC    | PC     | PS      |
| ---------------------------------- | ------ | ------ | ------- |
| AllGame                            | [ 11 ] | [ 12 ] | [ 13 ]  |
| Electronic Gaming Monthly          |        |        | 6,25/10 |
| Game Informer                      |        |        | 6/10    |
| GamePro                            |        |        | [ 14 ]  |
| GameRevolution                     |        |        | D+      |
| GameSpot                           |        | 6,3/10 | 4,3/10  |
| GameZone                           |        | 8,1/10 |         |
| IGN                                | 4/10   | 7,3/10 | 5/10    |
| Next Generation                    |        |        | 2/5     |
| Official U.S. PlayStation Magazine |        |        | 2/5     |

Test Drive: Off-Road 3 отримав «змішані» відгуки на всіх платформах згідно з агрегатором відгуків GameRankings, версія для PlayStation має середню оцінку 60,50 %, для Windows — 56,17 % і для Game Boy Color — рівно 50 %. Деякі оглядачі віднесли до позитивних сторін покращену, у порівнянні з попередніми частинами серії, графіку та саундтрек, але низка рецензентів розкритикували непродуманий ігровий процес та траси.
Дуг Трумен з NextGen сказав, що версія для PlayStation була «досить добре зроблена, але тут просто недостатньо чогось нового, щоб підняти рейтинг гри вище „задовільно“.» iBot з GamePro сказав про версію для PlayStation наступне: «Infogrames представив дуже надійну перегонову гру (з кількома помітними недоліками), яка справді сподобається тим, хто любить їздити віртуальними версіями реальних автомобілів, але втомилися від асфальтованих шосе, трафіку та інших перегонових ігор». Однак Ейр Хендрікс сказав в іншому огляді, що «витончений стиль тієї ж консольної версії не дасть геймерам достатньо м'ясистого ігрового процесу. Якщо ви любите позашляхові екшени, Test Drive Off-Road 3 варто взяти напрокат, щоб перевірити круті атракціони, але всі інші повинні триматися якомога далі.»